# Лаутер-Бернсбах
Лаутер-Бернсбах (нім. Lauter-Bernsbach) — громада в Німеччині, розташована в землі Саксонія. Входить до складу району Рудні Гори.
Площа — 30,3 км2. Населення становить 8524 ос. (станом на 31 грудня 2020).